# Sally Hodge
Sally Hodge (Cardiff, 31 de maig de 1966) va ser una ciclista gal·lesa. Va guanyar el primer Campionat del món de Puntuació. Va participar en dos Jocs Olímpics.

## Palmarès en pista
- 1988
  -  Campiona del món de Puntuació

## Palmarès en ruta
- 1992
  - Vencedora d'una etapa al Tour de Finisterre